# Seznam grških fizikov
Seznam grških fizikov.

## A
- Aristotel

## B
- Aristides Baltas (1943 –)

## C
- Demetrios Christodoulou (1951 –)
- Nicholas Constantine Christofilos (Νικόλαος Χριστοφίλου) (1916 – 1972)
- Christos Trikalinos

## D
- Savas Dimopoulos (Σάββας Δημόπουλος) (1952 –)
- Dimosthenis Liakopoulos

## I
- John Iliopoulos (Ιωάννης Ηλιόπουλος) (1940 –)

## M
- Nicholas Metropolis (1915 - 1999)
- Fotini Markopoulou-Kalamara

## N
- Dimitri Nanopoulos

## X
- Basilis C. Xanthopoulos